# Caychax-et-Senconac
Caychax-et-Senconac is een fusiegemeente (commune nouvelle) in het Franse departement Ariège (regio Occitanie). De plaats maakt deel uit van het arrondissement Foix. Caychax-et-Senconac is op 1 januari 2025 ontstaan door de fusie van de gemeenten Caychax en Senconac. De hoofdplaats van de nieuwe gemeente is Caychax.

## Geografie
De onderstaande kaart toont de ligging van Caychax en Senconac met de belangrijkste infrastructuur en aangrenzende gemeenten.

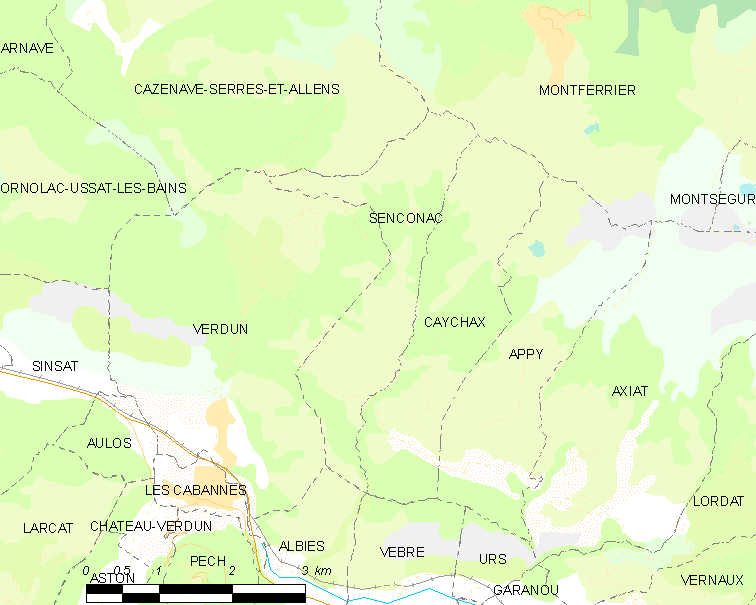